# Paul Collins (Leichtathlet)
Paul Collins (Paul Albert Collins; * 22. Juli 1926 im London Borough of Lewisham, Vereinigtes Königreich; † 31. Januar 1995 in Taunton, Vereinigtes Königreich) war ein kanadischer Marathonläufer.
1948 kam er beim Boston-Marathon auf den 13. Platz und wurde Fünfter bei der Kanadischen Meisterschaft. Im Jahr darauf wurde er Zehnter in Boston und Kanadischer Meister. 
1950 wurde er bei den British Empire Games in Auckland Sechster in 2:45:02 h; seine Platzierung über sechs Meilen ist nicht überliefert. Im Sommer verteidigte seinen nationalen Meistertitel in 2:45:11 h, und 1951 stellte er als Vierter beim Yonkers-Marathon mit 2:40:43 h seine persönliche Bestzeit auf.
1952 wurde er in 2:45:02 h Kanadischer Meister und qualifizierte sich damit für die Olympischen Spiele in Helsinki, bei denen er in 2:45:58 h auf dem 40. Platz einlief.